# مورتيمر كولنز
مورتيمر كولنز (بالإنجليزية: Mortimer Collins)‏ (29 يونيو 1827، بليموث في المملكة المتحدة - 28 يوليو 1876، باركشير في المملكة المتحدة)؛ كاتب، شاعر وروائي بريطاني.